# Jakob Davidowitsch Tamarkin
Jakob Davidowitsch Tamarkin (russisch Яков Давидович Тамаркин, englisch: Jacob David Tamarkin; * 28. Junijul. / 10. Juli 1888greg. in Tschernigow, Russisches Reich; † 18. November 1945 in Bethesda (Maryland)) war ein russisch-US-amerikanischer Mathematiker.

## Leben
Jakob Davidowitsch Tamarkin studierte ab 1906 an der Staatlichen Universität Sankt Petersburg Mathematik und arbeitete dort 1910 bis 1917 als Dozent an der Universität, der Elektrotechnischen Schule und der Verkehrshochschule. Schon 1906 publizierte er mit Alexander Friedmann eine Arbeit über Zahlentheorie, wandte sich aber unter dem Einfluss von W. A. Steklow den Randwertaufgaben der Differentialgleichungen der mathematischen Physik zu. 1917 wurde er bei Andrei Markow promoviert und zum Professor an allen drei Hochschulen ernannt. 1920 bis 1922 war er auch Professor in Perm. Unzufrieden mit der neuen politischen Situation nach der Machtübernahme der Bolschewiki, floh Tamarkin 1925 in die Vereinigten Staaten, wo er zunächst am Dartmouth College war. Seit 1927 lehrte er an der Brown University, wo er 1928 außerordentlicher Professor und 1940 Professor wurde. 1928 wurde er in die American Academy of Arts and Sciences gewählt. Von 1940 bis 1944 war er geschäftsführender Herausgeber der Mathematical Reviews. Am 18. November 1945 erlag er während eines Genesungsaufenthaltes in Bethesda (Maryland) einem Herzanfall.
Tamarkins Hauptarbeitsgebiet war die Theorie der Differentialgleichungen, aber auch viele andere Gebiete der Analysis wie Funktionalanalysis, Summationsverfahren von Reihen, Fouriertransformation, Nullstellenverteilung ganzer Funktionen, Integralgleichungen, numerische Verfahren.
Zu seinen Doktoranden gehörten Nelson Dunford, George Elmer Forsythe und Derrick Henry Lehmer.